# اداموا، بخش البلاگ
اداموا، بخش البلاگ (به لاتین: Adamowo, Elbląg County) در لهستان است که در warmian-masurian voivodeship واقع شده‌است.

## خصوصیات
اداموا ۷۰ نفر جمعیت دارد.